# Habronattus orbus
Habronattus orbus är en spindelart som beskrevs av Griswold 1987. Habronattus orbus ingår i släktet Habronattus och familjen hoppspindlar. Inga underarter finns listade i Catalogue of Life.